# Stenakron quadrilobatum
Stenakron quadrilobatum är en plattmaskart. Stenakron quadrilobatum ingår i släktet Stenakron och familjen Fellodistomatidae. Inga underarter finns listade i Catalogue of Life.